# Atrichopogon yolancae
Atrichopogon yolancae är en tvåvinge som beskrevs 2004 av Art Borkent och C. Picado. Arten, som är en av nio endemiska insekter på Costa Rica, ingår i släktet Atrichopogon och familjen svidknott.